# Richard Kienast
Richard Kienast (* 11. September 1892 in Berlin; † 3. Februar 1976 in Mannheim) war ein deutscher Germanist. Er lehrte als ordentlicher Professor an der Universität Heidelberg.

## Leben
Richard Kienast war der Sohn des Apothekenbesitzers Edmund Kienast und dessen Ehefrau Jenny, geborene Sommerfeld. Nach dem Abitur absolvierte er ab dem Frühjahr 1911 ein Studium der germanischen und klassischen Philologie. Nach Ausbruch des Ersten Weltkrieges leistete er ab August durchgehend Kriegsdienst. Im Frühjahr 1919 aus der Armee im Rang eines Leutnants entlassen, schloss er sich vorübergehend einem Freikorps an. Von 1919 bis 1921 führte er sein Studium fort und bestritt von 1920 bis 1926 seinen Lebensunterhalt in Potsdam als Erzieher der Söhne des seinerzeitigen Kronprinzen Wilhelm. Nach der Promotion (Johann Valentin Andreae und die vier echten Rosenkreuzer-Schriften) am 12. März 1924 an der Friedrich-Wilhelms-Universität zu Berlin zum Dr. phil. legte er weitere Prüfungen ab, so 1927 die pädagogische Prüfung zur Befähigung der Lehrtätigkeit an höheren Schulen. Danach war er Studienassessor. Im Sommer 1929 wurde er Oberassistent am Germanischen Seminar der Universität Berlin und habilitierte sich dort im Frühjahr 1934 für Germanische Philologie und wirkte hernach als Privatdozent.
Kienast, der 1922/23 Mitglied der DNVP war, trat zum 1. April 1933 der NSDAP bei (Mitgliedsnummer 1.597.554). 1936 wurde er Obmann des Nationalsozialistischer Deutschen Dozentenbundes an der Universität Berlin.
Von 1936 bis 1945 und in der Nachkriegszeit von 1948 bis zu seiner Emeritierung im September 1957 wirkte er als Professor für deutsche Philologie und Direktor des Deutschen Seminars an der Universität Heidelberg (1941/1942 Dekan der Philosophischen Fakultät). Seine zwischenzeitliche Amtsenthebung wurde durch die amerikanische Militäradministration im November 1945 veranlasst. Im Januar 1947 zunächst nach einem Spruchkammerverfahren als Mitläufer eingestuft, konnte er 1947 kurzzeitig seine Lehrtätigkeit wieder aufnehmen, wurde jedoch im August 1947 erneut durch die amerikanische Militäradministration entlassen. Nach einem Berufungsverfahren wurde Kienast Ende Oktober 1947 als „Entlasteter“ entnazifiziert und konnte seine Lehrtätigkeit an der Universität Heidelberg ab Frühjahr 1948 fortsetzen. Er war Mitglied der Heidelberger Akademie der Wissenschaften (1941–1954) und Mitglied der Deutschen Akademie der Wissenschaften (ab 1955).
Kienast war mit der Studienrätin Elisabeth, geborene Roggatz, verheiratet. Seine Söhne waren der ehemalige Professor für alte Geschichte an der Universität Düsseldorf Dietmar Kienast und Burkhart Kienast, seinerzeit Professor für altorientalistische Philologie an der Universität Heidelberg. Sein Nachlass (Signatur: Heid. Hs. 4039) wird in der Universitätsbibliothek Heidelberg verwahrt.

## Schriften (Auswahl)
- Ausgewählte althochdeutsche Sprachdenkmäler. Mit Anmerkungen und Glossar. Heidelberg 1948, OCLC 859658659.
- als Herausgeber: Studien zur deutschen Philologie des Mittelalters. Friedrich Panzer zum 80. Geburtstag am 4. September 1950 dargebracht. Heidelberg 1950, OCLC 1016209785.
- Hausens Scheltliet (MF 47, 33) und Der Sumer von Triere. Berlin 1961, OCLC 641910364.
- Das Hartmann-Liederbuch C2. Berlin 1963, OCLC 879844706.